# L'Incendie du monastère du Lotus rouge

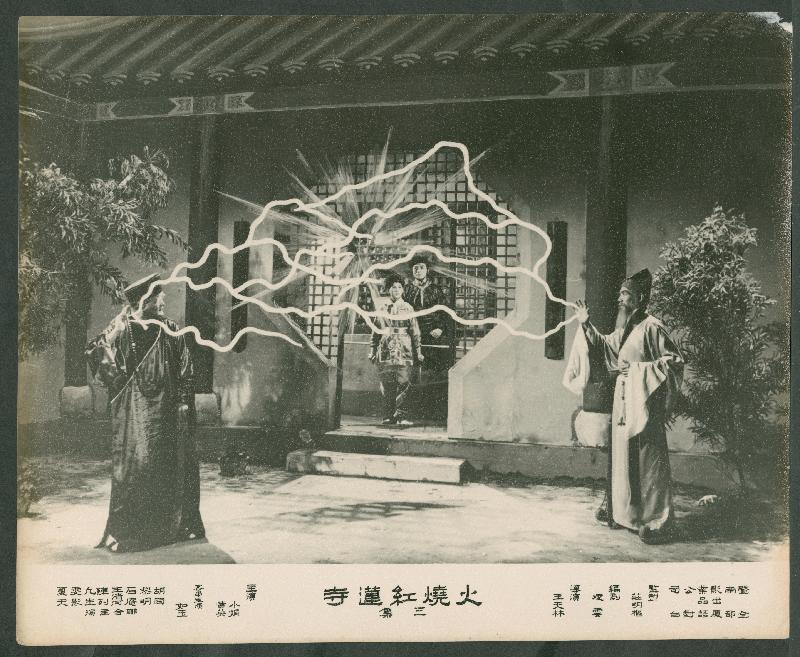

L'Incendie du monastère du Lotus rouge est un film muet chinois d'arts martiaux réalisé par Zhang Shichuan, sorti en 1928 et dont les suites sont sorties jusqu'en 1931.

## Liminaire
Le film est connu pour avoir lancé en Chine une vague de « films de chevalerie » (wuxia pian), le film original ayant eu dix-sept suites et ayant généré de nombreuses imitations. De façon plus anecdotique, il est souvent cité comme le plus long film commercial jamais réalisé (en considérant l'ensemble des dix-huit films de la série).
L'ensemble de la série a été perdu, seuls subsistant quelques photographies, et supposément des fragments du premier épisode conservés à Pékin. Une de ses caractéristiques est l'utilisation importante d'effets spéciaux (artifices de montage, travail direct sur la pellicule, fondus enchaînés, caches mobiles) illustrant la forte composante fantastique de l'histoire (pouvoirs surnaturels dont la lévitation, armes magiques), plutôt que le recours à des combats réels.
Le succès du genre conduisit à une réaction de certains intellectuels et des autorités gouvernementales, conduisant à l'interdiction du genre en Chine continentale à partir de 1931. Les épisodes existant continuèrent cependant à être diffusés dans le reste de l'Asie, au moins jusqu'en 1935 à Hong Kong pour l'ensemble de la série ; en 1938, Zhang Shichuan fit ressortir six des épisodes originaux à Hong Kong, cette fois accompagnés d'une bande sonore.
L'histoire fut à nouveau adaptée dans les années 1960 par divers studios ; le film Le Temple du Lotus rouge de 1965 est ainsi le premier wuxia pian en couleur de la Shaw Brothers et inaugure une nouvelle vague de popularité pour le genre.

## Histoire
Le film L'Incendie du monastère du Lotus rouge est adapté du roman Jianghu qixia zhuan (Aventures des extraordinaires chevaliers du monde des rivières et des lacs) de Xiang Kairan, paru en feuilleton en 1922.
À partir du second épisode, les auteurs du film s'écartent cependant du roman et créent de nouveaux scénarios en utilisant les personnages survivants de l'épisode précédent.

## Le plus long film
La série L'Incendie du monastère du Lotus rouge, d'une durée totale de 27 heures, serait la troisième plus longue série jamais produite et la plus longue produite par une société de production cinématographique. Le film et ses suites, au total 18 longs métrages, ont été produits entre 1928 et 1931.

## Fiche technique
- Réalisation : Zhang Shichuan
- Scénario : Zhang Shichuan
- Société de production : Mingxing Film Company
- Durée : 1 620 minutes (série entière)
- Format : film muet en noir et blanc
- Pays : République de Chine
- Date de sortie : 13 mai 1928 (partie 1)

### Distribution
- Die Hu : la dame en rouge (à partir du 3e épisode)
- Jie Tang : Chang Deqing
- Xianzhai Wang : Wang Qinghe
- Pei-Zhen Xia : Gan Lianzhu, la femme de Yang Jixin
- Xiaoqiu Zheng